# Osaka Bay Tower
 La Osaka Bay Tower (大阪ベイタワー?) , nota anche come ORC 1, è un grattacielo situato nel quartiere Minato-ku di Osaka, in Giappone.

## Caratterisitche
Completato nel marzo 1993, l'edificio ad uso misto è alto 200 metri, con l'ultimo piano situato a 188,7 m. È il 5° edificio più alto della Prefettura di Osaka e il 36° edificio più alto del Giappone. È l'edificio più alto del complesso di edifici ORC 200.